# Chelmarsh
Chelmarsh is een civil parish in het bestuurlijke gebied Shropshire, in het Engelse graafschap Shropshire met 495 inwoners.